# Radek Černý
Radek Černý (* 18. února 1974 Praha) je bývalý český profesionální fotbalový brankář, který ukončil svou hráčskou kariéru po sezoně 2013/14 v klubu SK Slavia Praha. 
Po skončení aktivní hráčské kariéry se stal trenérem. Od roku 2015 působí jako trenér brankářů A-týmu Slavia Praha. Nejprve od sezóny 2014/2015 působil jako asistent trenéra týmu U19 Slavie Praha a zároveň jako trenér dorosteneckých brankářů. Od roku 2018 je zároveň trenérem brankářů české reprezentace.

## Klubová kariéra

### Slavia Praha
S fotbalem začínal ve Slavii a nějaký čas nastupoval i za tým FC Union Cheb. V prvním týmu Slavie poté působil deset let. Buď byl jedničkou, nebo za karetní či jiné prohřešky kryl záda gólmanům Stejskalovi, Kozáčikovi nebo Václavíkovi. Svými výkony si nakonec vysloužil i pozvánku do reprezentace, za kterou odehrál 3 zápasy. Se Slavií chytal v lize i v evropských pohárech.Jde o jednoho z mála brankářů, kteří dali v nejvyšší české lize gól. Bylo to v říjnu 1999 proti Jablonci, kdy šel na popud trenéra Františka Cipra kopnout penaltu, kterou zvyšoval na 4:0.

### Angažmá v Anglii
V lednu 2005 po dlouhé době strávené ve Slavii odešel na 18měsíční hostování do anglického Tottenhamu Hotspur, které bylo prodlouženo do konce roku 2008. Zde většinou dělal náhradníka brankářské jedničce týmu Paulu Robinsonovi. Velkou příležitost dostat se do brány jako jednička dostal na přelomu let 2007-2008, kdy se Robinson zranil. Své zprvu kvalitní výkony si pokazil paradoxně v utkání Poháru UEFA proti Slavii Praha, kdy na Strahově pustil velmi laciný gól Davida Střihavky a ohrozil tak postupové šance svého klubu. Do brány se už poté jako stabilní jednička nedostal a v květnu 2008 odešel do týmu Queens Park Rangers, kde byl jedničkou týmu až do doby, než nepřišel Júlio César Soares Espíndola. 

### Slavia Praha (návrat)
V červenci 2013 se vrátil do Slavie Praha, podepsal roční smlouvu. V sezóně Gambrinus ligy 2013/14 nastoupil poprvé 28. července 2013 v utkání druhého kola proti domácímu týmu FC Slovan Liberec. V utkání jej dvakrát překonal Michael Rabušic a Slavia prohrála 1:2. 19. srpna 2013 dostal v domácím utkání s Teplicemi sedm gólů, v závěru zápasu oslabená Slavia prohrála historickým debaklem 0:7. Po sezoně 2013/14, v níž Slavia bojovala do posledního kola o záchranu, ukončil aktivní hráčskou kariéru (v létě 2014).

## Trenérská kariéra
Po skončení aktivní hráčské kariéry se stal trenérem. Od roku 2015 působí jako trenér brankářů A-týmu Slavia Praha. Nejprve od sezóny 2014/2015 působil jako asistent trenéra týmu U19 Slavie Praha a zároveň jako trenér dorosteneckých brankářů. Od roku 2018 je zároveň trenérem brankářů české reprezentace.